# Carter Verhaeghe
Carter Verhaeghe (né le 14 août 1995 à Waterdown dans la province de l'Ontario au Canada) est un joueur professionnel canadien de hockey sur glace. Il évolue au poste d'attaquant.

## Biographie

### Carrière en club
En 2012, il commence sa carrière en junior majeur avec les IceDogs de Niagara dans la Ligue de hockey de l'Ontario. Il est choisi au troisième tour, en quatre-vingt-deuxième position par les Maple Leafs de Toronto lors du repêchage d'entrée dans la LNH 2013. Il joue ses deux premiers matchs au niveau professionnel en avril 2014 dans la Ligue américaine de hockey avec les Marlies de Toronto, club ferme des Maple Leafs. En 2014-2015, il est nommé capitaine des IceDogs de Niagara.
Avant sa première saison professionnelle, Verhaeghe est inclus dans un échange de plusieurs joueurs entre les Maple Leafs et les Islanders de New York en retour de Michael Grabner le 18 septembre 2015. Il joue les deux saisons suivantes avec les Sound Tigers de Bridgeport de la Ligue américaine de hockey et les Mavericks du Missouri dans l'ECHL, équipes affiliées aux Islanders.
Le 1er juillet 2021, il est échangé au Lightning de Tampa Bay en retour de Kristers Gudļevskis. Il passe deux saisons dans la Ligue américaine avec le Crunch de Syracuse.
Lors de la saison 2019-2020, il gagne sa place dans l'effectif du Lightning à la suite du camp d'entraînement. Le 3 octobre 2019, il joue son premier match dans la Ligue nationale de hockey face aux Panthers de la Floride. Deux jours, plus tard, il sert une assistance face au même adversaire. Le 7 décembre 2019, il marque son premier but face aux Sharks de San José. Verhaeghe est membre de l'équipe du Lightning qui remporte la Coupe Stanley 2020.
Le 9 octobre 2020, il signe un contrat de deux ans avec les Panthers de la Floride. Il remporte la Coupe Stanley 2024 avec les Panthers de la Floride.

### Carrière internationale
Il représente le Canada en sélections jeunes.

## Statistiques

### En club
| Saison     | Équipe                     | Ligue      |     | Saison régulière | Saison régulière | Saison régulière | Saison régulière | Saison régulière |    | Séries éliminatoires | Séries éliminatoires | Séries éliminatoires | Séries éliminatoires | Séries éliminatoires |
| Saison     | Équipe                     | Ligue      | PJ  | B                | A                | Pts              | Pun              | PJ               | B  | A                    | Pts                  | Pun                  |                      |                      |
| 2014-2015  | IceDogs de Niagara         | LHO        | 62  | 4                | 12               | 16               | 10               | 19               | 1  | 2                    | 3                    | 2                    |                      |                      |
| 2012-2013  | IceDogs de Niagara         | LHO        | 67  | 18               | 26               | 44               | 22               | 5                | 2  | 2                    | 4                    | 6                    |                      |                      |
| 2013-2014  | IceDogs de Niagara         | LHO        | 65  | 28               | 54               | 82               | 60               | 6                | 2  | 2                    | 4                    | 6                    |                      |                      |
| 2013-2014  | Marlies de Toronto         | LAH        | 2   | 0                | 1                | 1                | 0                | -                | -  | -                    | -                    | -                    |                      |                      |
| 2014-2015  | IceDogs de Niagara         | LHO        | 68  | 33               | 49               | 82               | 38               | 11               | 6  | 8                    | 14                   | 4                    |                      |                      |
| 2015-2016  | Sound Tigers de Bridgeport | LAH        | 30  | 6                | 9                | 15               | 6                | -                | -  | -                    | -                    | -                    |                      |                      |
| 2015-2016  | Mavericks du Missouri      | ECHL       | 20  | 8                | 17               | 25               | 2                | 10               | 2  | 9                    | 11                   | 2                    |                      |                      |
| 2016-2017  | Sound Tigers de Bridgeport | LAH        | 45  | 16               | 13               | 29               | 20               | -                | -  | -                    | -                    | -                    |                      |                      |
| 2016-2017  | Mavericks du Missouri      | ECHL       | 16  | 12               | 20               | 32               | 4                | -                | -  | -                    | -                    | -                    |                      |                      |
| 2017-2018  | Crunch de Syracuse         | LAH        | 58  | 17               | 31               | 48               | 30               | 7                | 1  | 7                    | 8                    | 0                    |                      |                      |
| 2018-2019  | Crunch de Syracuse         | LAH        | 76  | 34               | 48               | 82               | 34               | 4                | 1  | 5                    | 6                    | 2                    |                      |                      |
| 2019-2020  | Lightning de Tampa Bay     | LNH        | 52  | 9                | 4                | 13               | 8                | 8                | 0  | 2                    | 2                    | 2                    |                      |                      |
| 2020-2021  | Panthers de la Floride     | LNH        | 43  | 18               | 18               | 36               | 31               | 6                | 2  | 1                    | 3                    | 2                    |                      |                      |
| 2021-2022  | Panthers de la Floride     | LNH        | 78  | 24               | 31               | 55               | 48               | 10               | 6  | 6                    | 12                   | 4                    |                      |                      |
| 2022-2023  | Panthers de la Floride     | LNH        | 81  | 42               | 31               | 73               | 46               | 21               | 7  | 10                   | 17                   | 8                    |                      |                      |
| 2023-2024  | Panthers de la Floride     | LNH        | 76  | 34               | 38               | 72               | 36               | 24               | 11 | 10                   | 21                   | 20                   |                      |                      |
| Totaux LNH | Totaux LNH                 | Totaux LNH | 330 | 127              | 122              | 249              | 169              | 69               | 26 | 29                   | 55                   | 36                   |                      |                      |

### En équipe nationale
| Année | Compétition                          |   | PJ | B | A | Pts | Pun | +/-           |  | Résultat |
| 2013  | Championnat du monde moins de 18 ans | 7 | 0  | 4 | 4 | 4   | +3  | Médaille d'or |  |          |

## Trophées et honneurs personnels

### Ligue américaine de hockey
- 2018-2019 :
  - remporte le trophée Willie-Marshall ex æquo avec son coéquipier Alex Barré-Boulet
  - remporte le trophée John-B.-Sollenberger

### Ligue nationale de hockey
- 2019-2020 : remporte la Coupe Stanley avec le Lightning de Tampa Bay
- 2023-2024 : remporte la Coupe Stanley avec les Panthers de la Floride
- 2024-2025 : remporte la Coupe Stanley avec les Panthers de la Floride